# ブラリ事件
ブラリ事件は、2018年にインド・デリーのブラリでバティア家の11人が死亡した事件を指す。家族で最年長の祖母は首を絞められ、他の10人は首を吊っているのが発見された。遺体が発見されたのは2018年7月1日の死後早朝のことであった。警察は本件を集団自殺と断定し、共有精神病の角度から調査を行っている。

## 背景
約20年前にハリヤーナー州トハナにある生まれ故郷からブラリに移住したチャンダワット家（近所からはバティア家として知られている）は、ブラリのサント・ナガル地区の二階建て住居に住み、同地域で食料品店と合板業を営んでいた。家族構成は以下の通り：
- ナラヤニ・デビ（80）、ブヴネシュ、ラリット、プラティバの母親
- ブブネシュ（50）、ナラヤニ・デビの長男
- ラリット（45）、ナラヤニ・デビの次男
- サビタ（48）ナラヤニ・デビの義理の娘
- ティナ（42）、ナラヤニ・デビの義理の娘
- プラティバ・バティア（57）、ナラヤニ・デビの未亡人の娘
- プリヤンカ（33）- プラティバの娘
- ニートゥ（25）- ブブネシュの長女
- モヌ（23）- ブブネシュの次女
- Dhruv（15）、ブブネシュの一人息子で末っ子
- シバム（15）、ラリットの息子で一人っ子

2006年、ラリット・チャンダワットの父親ボパル・シンが自然死した。父の死後、ラリットは非常に内向的になり、ある日、彼は自分は父親の魂に憑依されていて、良い人生を送る方法をアドバイスしてくれていると家族に話した。2007年以来、彼は父親の「指示」についての日記をつけていた。

## 遺体の発見
2018年7月1日の午前7時15分頃、故人の1人とよく朝の散歩に出かけていた隣人のグルチャラン・シンは、ラリット・チャンダワットが朝の散歩に来ていないことや、店がまだ開いていない（通常午前5時～5時30分に開店）ことに気付き、チャンダワット宅へと向かった。グルチャラン・シンは家のドアが開いていて、ラリット・チャンダワットを含む10人が首を吊っているのを発見した。彼は他の隣人に呼びかけて警告を発し、警察は午前7時30分頃に通報を受けた。

## 自殺
11人のうち10人（男性2人、女性6人、10代2人）が家の中庭にぶら下がっているのが見つかった。彼らは目隠しをされており、口はテープで止められ、一部の遺体は手足を縛られていた。もう1人の家族のナラヤニ・デビ（80歳）は別の部屋で死亡しているのが発見された。彼女は首を絞められたとみられる。
10人の家族は、廊下の天井の格子からぶら下がっているのが見つかった。彼らの顔はほぼ完全に包まれ、耳は綿で塞がれ、口はテープで留められ、手は背中の後ろで縛られていた。現場にはおそらく10人が共有した足のせ台が5台あった。彼らの顔はシングルベッドのシーツから切り取られた布片で覆われていた。
一家の愛犬であるトミーは家の中で唯一の生存者だった。警察が11人の遺体を発見した後、テラスに鎖でつながれて高熱を出していたトミーを見つけたが、誰が彼をつないだのかは明らかではなかった。その後、トミーは救助直後に連れていかれたノイダの「House of Stray Animals」で療養していたとされ、2018年7月22日の日曜日に心臓発作で死亡した。

## 捜査
警察は死を取り巻く状況が本件がオカルト的な理由による集団自殺であることを示していると考えていたにもかかわらず、（世間の厳しい目、強硬派からの圧力、親族からの隠蔽工作の告発などから）当初は本件を殺人事件として登録した。警察はオカルト以外の動機による殺人の可能性も調査した。
警察は家の中で11冊の日記を見つけ、それらすべてが11年間にわたって管理されていた。警察のAlok Kumarは「手と足の縛り方を詳細に記した手書きのメモが見つかり、それは10人の遺体が発見された状況とよく似ている。包括的なメモであり、私たちはそれらを調査している」と述べた。日記に記載されている詳細/指示は、顔を覆い、口をテープで覆い、耳に綿球を入れた状態で遺体が発見されたことと一致している。日記には「全員が自分の手を縛り、クリヤ（儀式）が行われた後は全員がお互いに手を解くのを助ける」とも書かれており、家族は死ぬことを想定していなかったことを示している。

## 心理学者の見解
心理学者は彼らの死はグループのメンバーがグループ内の1人を盲信し、疑問を持たずに指示に従う「共有精神性障害」の結果だとコメントしている。心理学者は、ラリットが「妄想性障害」に苦しんでいたかどうかを論じた。

## 大衆文化の中で
本件に基づいた3部構成のドキュメンタリーシリーズ『ブラリ事件: 11人家族集団死の真相』（リーナ・ヤーダヴ制作）が2021年10月8日にNetflixで公開された。